# Federico Zeballos
Federico Zeballos (* 30. Mai 1988 in Santa Cruz de la Sierra) ist ein bolivianischer Tennisspieler.

## Karriere
Zeballos begann 2009 regelmäßig Tennisturniere zu spielen. Er gewann in diesem Jahr vier Titel im Doppel auf der drittklassigen ITF Future Tour. Bis 2013 gewann er jeweils pro Jahr einen weiteren Titel auf dieser Ebene, schaffte damit aber nicht den Sprung auf die höherdotierte ATP Challenger Tour. Nach dem Einzug in die Top 1000 der Tennisweltrangliste 2010 im Einzel und des Erreichen der Top 550 im Doppel, spielte Zeballos 2011 in Segovia jeweils das erste Mal bei einem Challenger. Danach dauerte es einige Zeit, bis er wieder an einem solchen Turnier teilnehmen konnte. Im Einzel gewann er 2012 und 2016 seine ersten Future-Titel, schaffte aber bis jetzt nicht seine Position in den Top 500 der Welt zu festigen. Nach drei Titeln 2018 konnte Zeballos im Oktober 2018 mit Platz 440 sein Karrierehoch erreichen. Sein Ranking bewegt sich dabei meist zwischen Platz 500 und 600. Er verbesserte seine Platzierung im Doppel hingegen stetig. Nach je drei Titeln 2014 und 2015, gewann er 2016 schon vier und 2017 sechs Futures. Er stieg in der Folge auch in der Weltrangliste und spielte 2017 weitere Challengers. In Guayaquil stand er mit seinem Landsmann Hugo Dellien in seinem ersten Finale, das sie verloren. Das Jahr beendete er mit Platz 238 am bislang höchsten.
Das Jahr 2018 wurde sein bis dato erfolgreichstes. Wieder gewann er drei Futures. Darüber hinaus schaffte er auch siebenmal mit wechselnden Partnern den Einzug in ein Challenger-Halbfinale. Einmal davon, in San Benedetto, unterlag er erst im Finale. Im Dezember stieg er bis auf Platz 175, sein Karrierehoch. Im Jahr 2019 stand er in Buenos Aires das dritte Mal im Finale, gewann aber erneut nicht den Titel. Insgesamt verlief das Jahr, in dem er vier Futures gewann (31 Doppel-Titel gesamt), etwas weniger erfolgreich als das Vorjahr – er fiel aus den Top 200.
Seit 2010 spielt Federico Zeballos für die bolivianische Davis-Cup-Mannschaft. Er spielte dort in den meisten Begegnungen (27) und zusammen mit Hugo Dellien die meisten Jahre (11; in Folge). Seine Bilanz liegt bei 25:9. Er hatte Anteil am erstmaligen Einzug 2020 in die Weltgruppe durch den Sieg über die dominikanische Republik.

## Persönliches
Seine Schwester Noelia Zeballos ist ebenfalls Tennisprofi. Mit ihr spielte er 2019 zusammen bei den Panamerikanischen Spielen 2019 im Mixed-Doppel, wo sie Silber gewannen.

## Erfolge
| Legende (Anzahl der Siege) |
| Grand Slam                 |
| ATP Finals                 |
| ATP Tour Masters 1000      |
| ATP Tour 500               |
| ATP Tour 250               |
| ATP Challenger Tour (11)   |

### Doppel

#### Turniersiege
| Nr. | Datum              | Turnier               | Belag     | Partner                  | Finalgegner                            | Ergebnis           |
| --- | ------------------ | --------------------- | --------- | ------------------------ | -------------------------------------- | ------------------ |
| 1.  | 15. Januar 2022    | Blumenau              | Sand      | Boris Arias              | Diego Hidalgo Cristian Rodríguez       | 7:63, 6:1          |
| 2.  | 8. Oktober 2022    | Campinas              | Sand      | Boris Arias              | Guido Andreozzi Guillermo Durán        | 7:5, 6:2           |
| 3.  | 1. April 2023      | Mexiko-Stadt          | Sand      | Boris Arias              | Evan King Reese Stalder                | 7:5, 5:7, [10:2]   |
| 4.  | 17. Juni 2023      | Perugia               | Sand      | Boris Arias              | Luciano Darderi Juan Pablo Paz         | 7:63, 7:66         |
| 5.  | 16. September 2023 | Santa Cruz            | Sand      | Boris Arias              | Matías Soto Gonzalo Villanueva         | 6:2, 4:6, [10:7]   |
| 6.  | 23. September 2023 | Antofagasta           | Sand      | Boris Arias              | Luciano Darderi Murkel Dellien         | 5:7, 6:4, [10:8]   |
| 7.  | 23. März 2024      | Asunción              | Sand      | Boris Arias              | Gonzalo Bueno Álvaro Guillén Meza      | 6:2, 6:2           |
| 8.  | 26. April 2025     | San Miguel de Tucumán | Sand      | Conner Huertas del Pino  | Luciano Emanuel Ambrogi Máximo Zeitune | 1:6, 6:2, [10:8]   |
| 9.  | 3. Mai 2025        | Porto Alegre          | Sand      | Juan Carlos Prado Ángelo | Lautaro Midón Gonzalo Villanueva       | 7:5, 7:5           |
| 10. | 28. Juni 2025      | Lima                  | Sand      | Boris Arias              | Sekou Bangoura Roy Stepanov            | 6:2, 1:6, [12:10]  |
| 11. | 26. Juli 2025      | Segovia               | Hartplatz | Matías Soto              | Arthur Reymond Luca Sanchez            | 3:6, 7:65, [16:14] |